# Fusió (Brotons)
Fusió, op. 45, és una peça per a orquestra de cambra composta per Salvador Brotons durant la tardor de 1987 a Portland, Oregon. Es va estrenar el 30 de juny de 1988 al Teatre Lliure de Barcelona, a càrrec de l’Orquestra del Teatre Lliure sota la direcció de Josep Pons. Té una durada de 14 minuts.
Va ser composta per encàrrec de l'Orquestra del Teatre Lliure. L'obra, molt acolorida, té un caràcter eminentment festiu pel que fa a idees temàtiques. Consta de tres moviments: Con fuoco, Andante elegiaco i Allegro brillante, que es desenvolupen sense interrupcions.

## Instrumentació
1 flauta, 1 oboè, 1 clarinet, 1 fagot, 1 trompeta, 1 trompa, 1 trombó, percussió, piano, 1 violí, 1 viola, 1 violoncel, 1 contrabaix (es recomana doblar les cordes).
Inicialment concebuda per a 14 instrumentistes, el 2003 va ser revisada i ampliada lleugerament. L’addició de cordes doblades enriqueix la peça, aportant-li més cohesió i força.

## Música
El nom de l’obra reflecteix la integració dels elements temàtics en el moviment final i la connexió fluida dels tres moviments, que es presenten com una unitat indivisible.
El primer moviment segueix una estructura de mirall amb una forma A-B-A general. El segon, escrit en compàs de 6/4, té un caràcter elegíac, amb una secció central contrastant que destaca per l’ús de timbres freds al piano, vibràfon i les cordes agudes. Finalment, el tercer moviment sintetitza tota l’obra, i la seva reexposició codal culmina amb una intensificació del dinamisme rítmic i expressiu.